# Svenska Lantmännens Bank

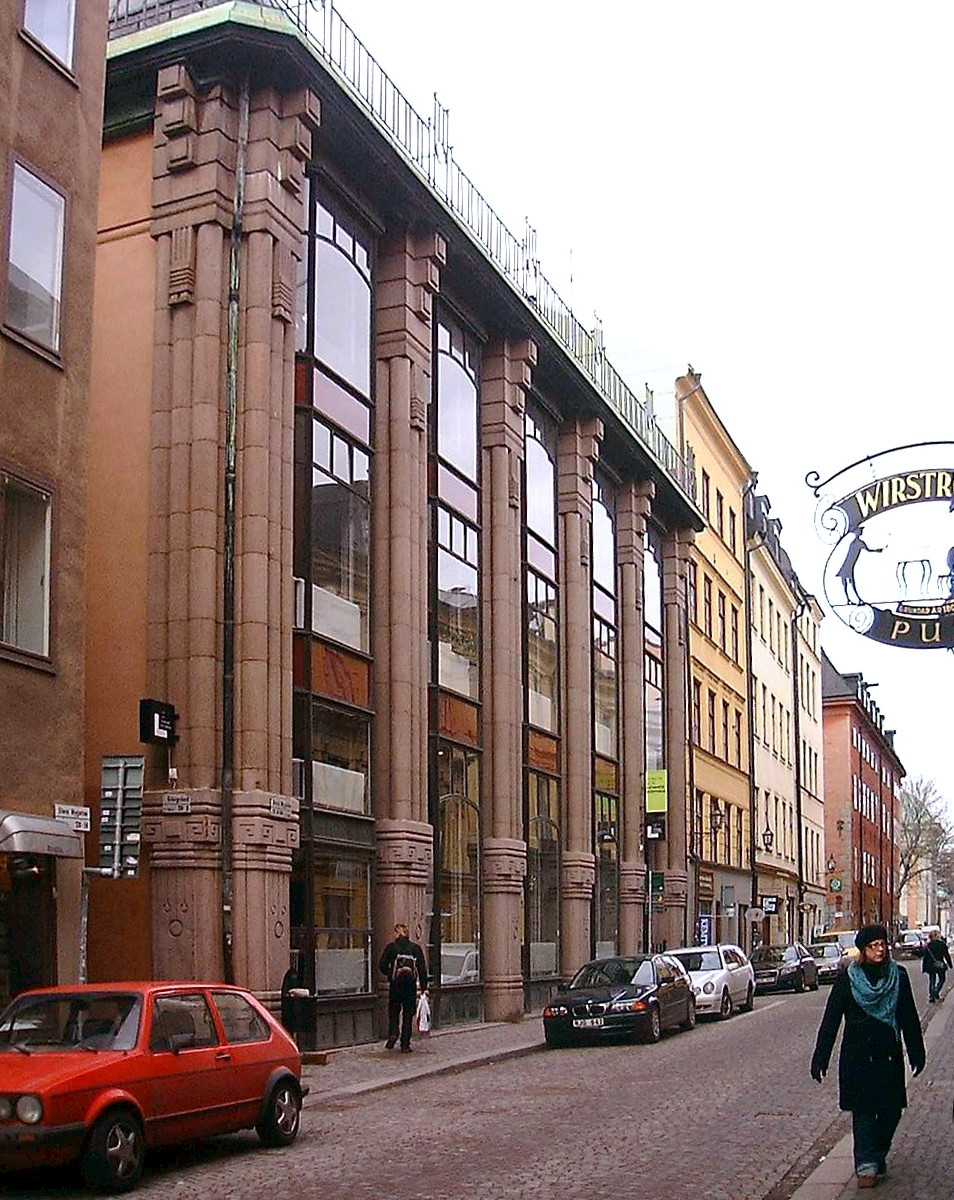
Bankens första kontor på Stora Nygatan 10-12

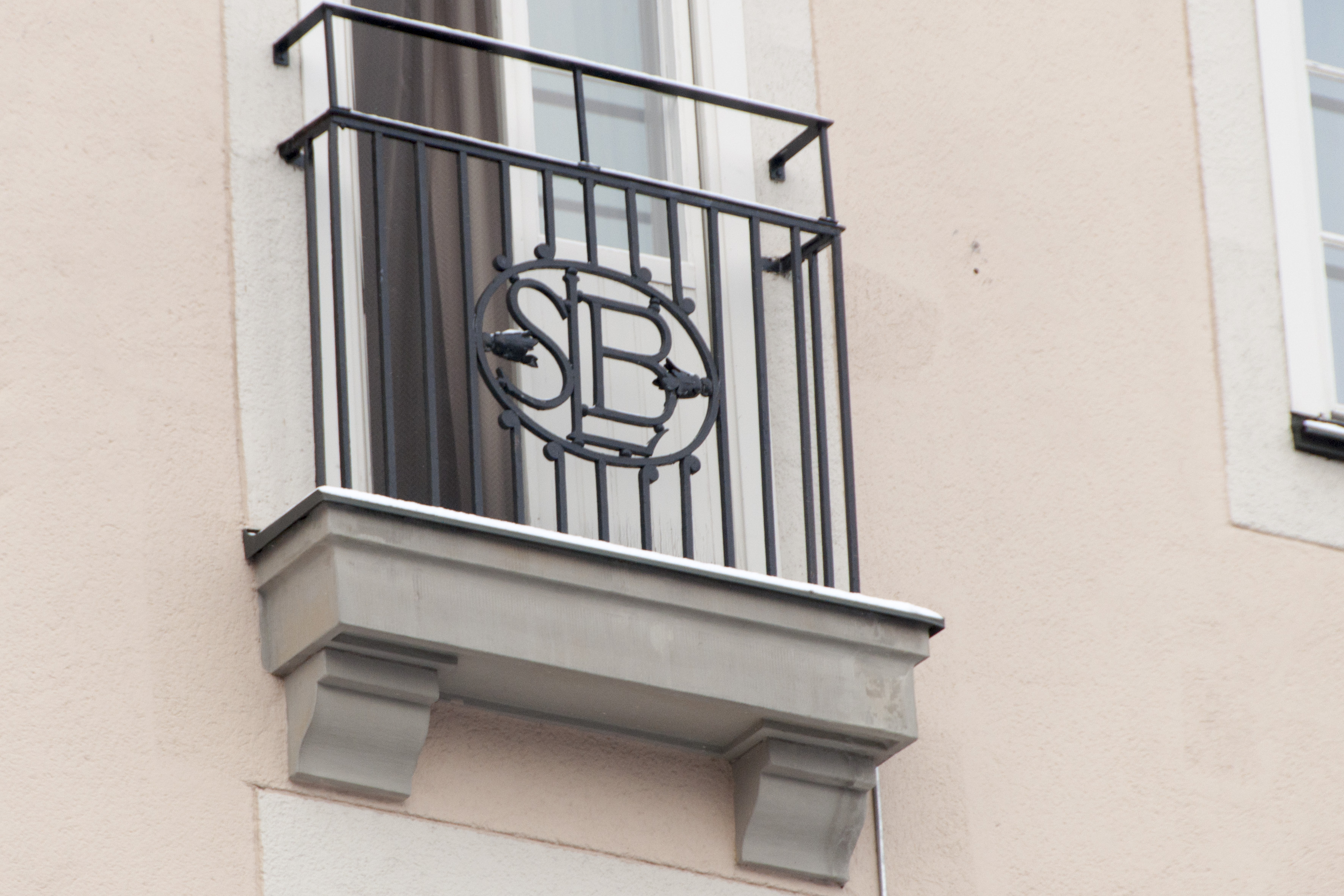
Bankens monogram i smide vid Norrmalmstorg.

Svenska Lantmännens Bank bildades 1917 i Stockholm på initiativ av Svenska lantmännens riksförbund.
Banken hade först sitt huvudkontor på Stora Nygatan 10-12, i det hus som inköpts av Skandinaviska banken. Några år senare köpte man det stora hyreshuset vid Norrmalmstorg 2 vilket man 1920 byggde om för sina ändamål.
I och med 1922 års stora bankkris tvingades Svenska Lantmännens Bank rekonstrueras med hjälp av den statliga bankakuten AB Kreditkassan av år 1922. Härigenom bildades 1923 den statliga Jordbrukarbanken (som 1951 bytte namn till Sveriges Kreditbank).